# Idaea antiopa
Idaea antiopa là một loài bướm đêm trong họ Geometridae.